# IPad Mini 3
iPad Mini 3 (стилізовано для продажів iPad mini 3) — третє покоління планшетного комп'ютера iPad Mini, що був розроблений, вироблявся та постачався компанією Apple Inc. Він був представлений разом із iPad Air 2 16 жовтня 2014 року та випущений 22 жовтня. Його дизайн та апартне забезпечення в основному таке ж, що й у його попередника, iPad Mini 2. Його новими функціями є сенсор Touch ID, сумісність із Apple Pay, нові розміри сховища та поява у золотистому кольорі, поряд з попередніми кольорами.
9 вересня 2015 року випуск iPad Mini 3 був припинений і на його замінену зʼявився iPad Mini 4.

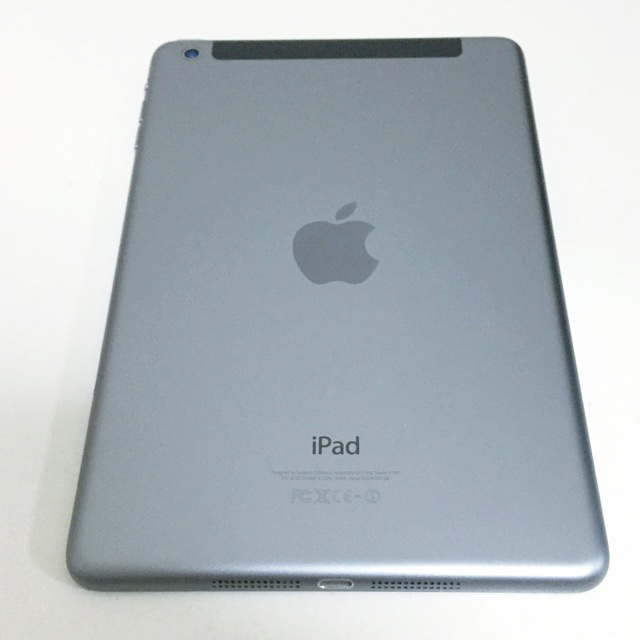
iPad Mini 2 і iPad Mini 3 мають схожий дизайн задньої панелі

## Особливості

### Програмне забезпечення
iPad mini 3 постачається з попередньо встановленою операційною системою iOS 8.1. Планшет містить кількома вбудованих програм, такі як Камера, Фотографії, Повідомлення, FaceTime, Пошта, Музика, Safari, Карти, Siri, Календар, iTunes Store, App Store, Нотатки, Контакти, iBooks, Game Center, Нагадування, Годинник, Відео, Newsstand, Photo Booth та Подкасти. Apple App Store, платформа для розповсюдження цифрових додатків для iOS, дозволяє користувачам переглядати та завантажувати програми, створені різними розробниками, з iTunes Store. Додаткові програми, розроблені самою Apple, доступні для безкоштовного завантаження, зокрема iMovie, GarageBand, iTunes U, Find My iPhone, Find My Friends, Apple Store, Trailers, Remote, а також програми iWork (Pages, Keynote і Numbers). Як і всі пристрої iOS, iPad Mini 3 також може синхронізувати вміст та інші дані з Mac або ПК за допомогою iTunes. Хоча планшет не призначений для здійснення телефонних дзвінків через стільникову мережу, користувачі можуть використовувати гарнітуру або вбудований динамік і мікрофон для здійснення телефонних дзвінків через Wi-Fi або стільникову мережу за допомогою програми VoIP, наприклад Skype (якщо апаратна підтримка дозволяє).
iPad Mini 3 має версію Apple Pay з вилученою вбудованою функцією NFC.
Siri, інтелектуальний персональний помічник і навігатор знань, інтегрований в пристрій, і його можна активувати без використання рук. Програма використовує інтерфейс користувача природною мовою, щоб відповідати на запитання, давати рекомендації та виконувати дії, делегуючи запити набору вебслужб. Apple стверджує, що програмне забезпечення з часом адаптується до індивідуальних уподобань користувача та персоналізує результати. Крім того, Siri може розпізнавати пісні за допомогою Shazam, методом прослуховування будь-якої пісні, що грає поблизу. Потім Siri зберігає список будь-яких пісень, які їй вдалося ідентифікувати в iTunes.
Facebook і Твіттер інтегруються через програми Apple. До функцій Facebook можна отримати прямий доступ із внутрішніх програм, таких як Календар, які можуть синхронізувати події Facebook, або скористатися кнопкою Facebook «подобається» у Apple App Store. iPad Mini 3 також отримав підтримку iOS 9-iOS 12. iPad Mini 3 не підтримує iPadOS 13.

### Дизайн
iPad Mini 3 використовує майже такий же дизайн, що і iPad Mini 2, за винятком появи Touch ID. Крім того, з аносом iPad Mini 3 і iPad Air 2, Apple додала варіант золотистого кольору до існуючих сріблястого і космічно сірого кольорів iPad.

### Апаратне забезпечення
iPad Mini 3 використовує майже те саме апартане забезпечення, що й iPad Mini 2, основним винятком є додавання сенсора Touch ID. Він має 7,9-дюймовий дисплей Retina з роздільною здатністю 2048x1536 пікселів і щільністю 326 пікселі на дюйм. iPad Mini 3 також використовує чип A7 з 64‑бітною архітектурою та співпроцесор руху M7. Він має 5-мегапіксельну камеру iSight, здатну записувати HD-відео 1080p, і 1,2-мегапіксельну камеру FaceTime HD, здатну записувати HD-відео 720p.
Новий датчик Touch ID розпізнає відбиток пальця користувача і його можна використовувати замість пароля для розблокування iPad. Touch ID на iPad Mini 3 також сумісний з Apple Pay і може використовуватися для підтвердження покупок в онлайн-додатках лише за допомогою перевірки відбитків пальців, а не введення паролів.
iPad Mini 3 доступний з варіантами сховища 16, 64 або 128 ГБ і не має можливості розширення. Apple випустила «комплект для підключення камери» зі зчитувачем карт SD, але його можна використовувати лише для перенесення фотографій і відео на iPad.

## Оцінки
iPad Mini 3 отримав позитивні відгуки, але отримав меншу похвалу, ніж його попередник, оскільки він був ідентичний до iPad Mini 2, за винятком додавання Touch ID та наявності золотистого кольору. iPad Mini 2 називила кращою покупкою, він був на 100 доларів дешевшим і мав такий же екран і внутрішні елементи. Хоча iPad Mini 2 і iPad Mini 3 застрягли на тому ж апаратному рівні, що й оригінальний iPad Air, нове апартне забезпечення iPad Air 2 було значно потужнішим. Крім того, iPad Air 2 також був зроблений легшим і меншим за оригінальний iPad Air, що звело нанівець деякі переваги компактного форм-фактора iPad Mini 2 і iPad Mini 3.

## Хронологія
| Хронологія моделей iPad                     |
| ------------------------------------------- |
| Див. також: Хронологія продуктів Apple Inc. |

Джерело: Apple Newsroom Archive.